# Epidendrum sancti-ramoni
Epidendrum sancti-ramoni är en orkidéart som beskrevs av Friedrich Fritz Wilhelm Ludwig Kraenzlin. Epidendrum sancti-ramoni ingår i släktet Epidendrum och familjen orkidéer. Inga underarter finns listade i Catalogue of Life.